# Draka w Bronksie
Draka w Bronksie (tytuł oryg. Hong faan kui) – hongkońsko-kanadyjski dreszczowiec, którego premiera odbyła się 21 stycznia 1995 roku.

## Fabuła
Ah Keung (Jackie Chan), jest policjantem z Hongkongu, przyjeżdża do Nowego Jorku na ślub swojego stryja, Billa (Bill Tung). Mężczyzna, który udaje się w podróż poślubną, sprzedaje swój dobrze prosperujący sklep, znajdujący się w Bronksie. Nową właścicielką sklepu zostaje chińska emigrantka, Elaine (Anita Mui), Keung pomaga jej w interesach. W okolicy panuje gang, dowodzony przez bezwzględnego Tony’ego (Marc Akerstream). Policjant naraża się bandytom, którzy napadają na przedsiębiorstwo. Dochodzi do konfrontacji przestępców z Keungiem, Keung nie ma zamiaru poddać się przestępcom.

## Obsada
Źródło: Filmweb

- Kris Lord – Biały Tygrys
- Marc Akerstream – Tony
- Morgan Lam – Danny
- Jackie Chan – Ah Keung
- Françoise Yip – Nancy
- Anita Mui – Elaine
- Bill Tung – Wujek Bill
- Garvin Cross – Angelo
- Lisa Stevens – Biały tygrys
- Kimani Ray Smith – członek gangu Tony’ego

## Odbiór
Film zarobił 56 911 136 dolarów hongkońskich w Hongkongu, 144 431 euro we Francji oraz 32 333 860 dolarów amerykańskich w Stanach Zjednoczonych.
W 1996 roku podczas 15. edycji Hong Kong Film Awards Stanley Tong i Jackie Chan zdobyli nagrodę Hong Kong Film Award w kategorii Best Action Choreography, Jackie Chan był także nominowany w kategorii Best Actor. Anita Mui, Peter Cheung i Barbie Tung byli nominowani w kategorii Best Actress, Best Film Editing i Best Picture. Françoise Yip była nominowana w kategorii Best New Performer i Best Supporting Actress. Podczas 5. edycji MTV Movie Awards Jackie Chan był nominowany do nagrody MTV Movie Award w kategorii Best Fight. W 1997 roku podczas Key Art Awards Ben Knows zdobył nagrodę w kategorii Best of Show – Audiovisual za najlepszą komediową reklamę telewizyjną.